# Ла-Бастидонн
Ла-Бастидо́нн (фр. La Bastidonne) — коммуна во французском департаменте Воклюз региона Прованс — Альпы — Лазурный Берег. Относится к кантону Пертюи.	

## Географическое положение
Ла-Бастидонн расположен в 70 км к юго-востоку от Авиньона. Соседние коммуны: Мирабо и Сен-Поль-де-Дюранс на востоке, Пейроль-ан-Прованс на юге, Пертюи на западе, Ла-Тур-д’Эг на северо-западе.

## Демография
Население коммуны на 2010 год составляло 736 человек.
| 1962 | 1968 | 1975 | 1982 | 1990 | 1999 | 2010 |
| ---- | ---- | ---- | ---- | ---- | ---- | ---- |
| 153  | 179  | 259  | 381  | 505  | 675  | 736  |

## Достопримечательности
- Средневековая часовня XIII века.
- Церковь Нотр-Дам-де-Бон-Авантюр, XIII век.